# Amarillo Nápoles
El amarillo Nápoles, también conocido como amarillo de Nápoles, amarillo napolitano, napoleto o amarillo de antimonio, es un pigmento usado principalmente en pintura artística, cuya coloración puede ir del amarillo brillante al amarillo rojizo.
Amarillo Nápoles es también una denominación de color de pinturas para uso artístico que se comercializan habitualmente bajo ese nombre, la cual abarca coloraciones naranja rojizas a amarillo anaranjadas, claras a muy claras, con saturaciones que van de muy débiles a fuertes. Todas las muestras de color adjuntas corresponden a diferentes variantes de este amarillo Nápoles pictórico comercial.
|            | Amarillo Nápoles estándar | Amarillo Nápoles oscuro | Amarillo Nápoles claro | Amarillo Nápoles rojizo |
| HTML       | #FADA5E                   | #FFC94D                 | #FFF6AD                | #F9BDA1                 |
| CMYK       | (0, 13, 62, 2)            | (0, 20, 75, 0)          | (0, 0, 40, 0)          | (0, 30, 35, 0)          |
| RGB        | (250, 218, 94)            | (255, 201, 77)          | (255, 246, 173)        | (249, 189, 161)         |
| HSV        | (48°, 62 %, 98 %)         | (42°, 70 %, 100 %)      | (53°, 32 %, 100 %)     | (19°, 35 %, 98 %)       |
| Referencia | [ 3 ]                     | [ 2 ]                   | [ 2 ]                  | [ 2 ]                   |

## Amarillo Nápoles genuino

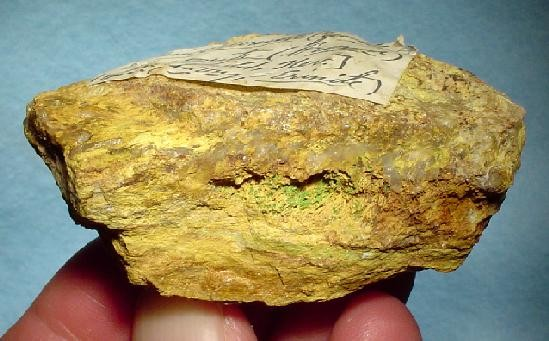
Muestra de bindheimita procedente de Nevada, Estados Unidos

Químicamente se trata de diantimonato de plomo(II). Su fórmula química es Pb2Sb2O7.
La estructura cristalina del amarillo Nápoles es similar a la del mineral bindheimita, conocido ya en el siglo XVI a. C. Sin embargo, no parece que la bindheimita se haya usado como fuente del pigmento. El amarillo Nápoles genuino —al menos desde el siglo XV— fue elaborado artificialmente mediante calcinación de litargirio con trióxido de antimonio. Su coloración puede variar según el método y la temperatura de elaboración; se ha producido amarillo Nápoles verdoso, rosáceo y rojizo.
Si se mezcla el amarillo Nápoles genuino con muy poco aceite se convierte en una pintura densa, sumamente cubriente, resistente a la luz, que tolera mezclas con otros colores. Sin embargo, como contiene plomo, es muy tóxica, lo que con el tiempo hizo que fuera sustituida por pigmentos y pinturas de otra composición.

### Denominación en elÍndice internacional del color
- Pigment Yellow 41, PY 41
- CI 77588[4]

### Historia

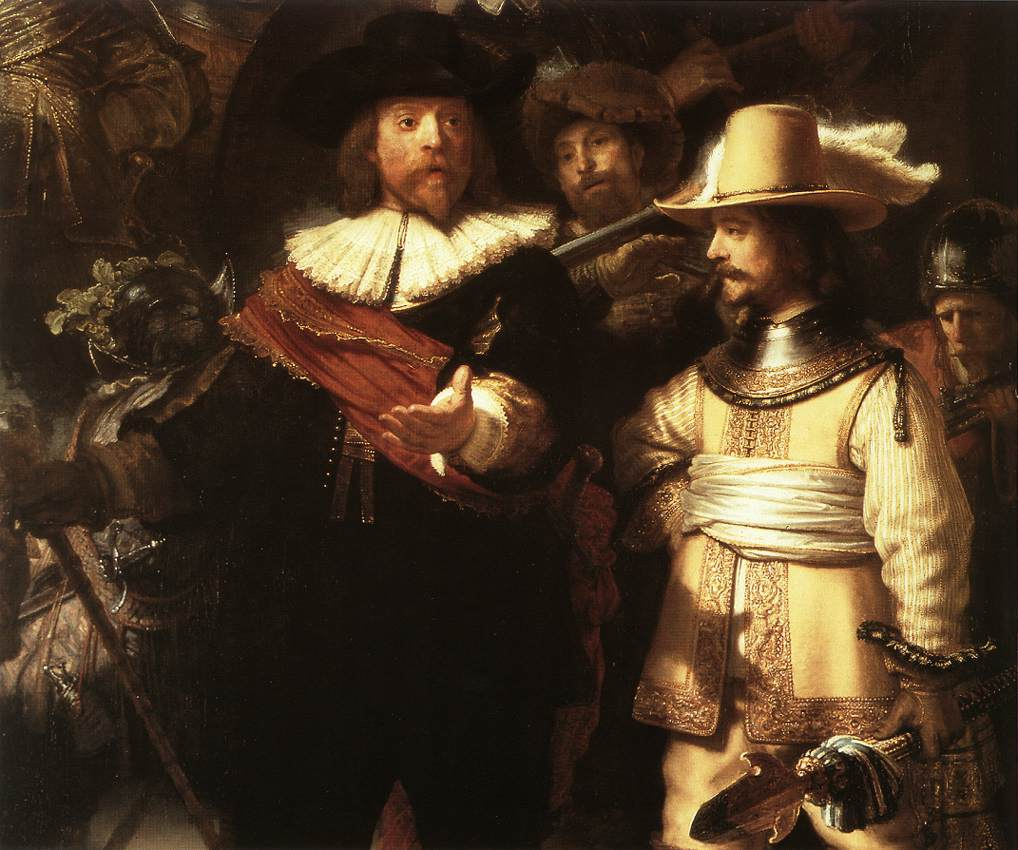
Detalle de La ronda de noche, óleo de Rembrandt (1642). El amarillo Nápoles formaba parte de la paleta habitual de este artista holandés.

El amarillo Nápoles se usaba ya en la Antigüedad; durante al menos 3 500 años se lo empleó como colorante en pinturas, cerámicas y vidrio. Se lo ha encontrado en frisos babilónicos, y se produjo en Tebas desde el 1 500 a. C.
El origen y la forma de obtención del antimoniato de plomo usado antes del siglo XV son inciertos. El pintor italiano protorrenacentista Cennino Cennini suponía que el amarillo Nápoles de su época era una clase de tierra extraída del volcán Vesubio, pero a la fecha no hay evidencias —ni documentales ni analíticas— que respalden ese supuesto. Es probable que el amarillo Nápoles haya sido asociado al Vesubio debido a que allí se encuentran otros minerales amarillentos de origen natural.
La primera mención de un proceso de fabricación del amarillo Nápoles se encuentra en el tratado Le tre libri dell'arte del vasaio («Los tres libros del arte del alfarero») de Cipriano Piccolpasso, publicado en Italia en 1556. Allí se denomina a este pigmento zalulino y para su obtención se indica calentar una mezcla de plomo, antimonio, heces de vino y sal. En 1758, Giambattista Passeri publicó recetas muy similares para elaborar un pigmento llamado giallolino.
El amarillo Nápoles fue muy apreciado por los artistas durante siglos. En el arte europeo se lo usó en vidriados de mayólica desde alrededor del siglo XVI, y en pintura artística desde alrededor del siglo XVII. Fue utilizado con más asiduidad en el período comprendido entre 1750 y 1850, y luego fue reemplazado gradualmente por otros pigmentos amarillos. Sus principales áreas de aplicación fueron las técnicas de pintura al temple, al fresco y al óleo.

#### Pigmentos históricos similares
Hasta 1941 se desconocía que en el arte occidental se habían usado al menos tres pigmentos amarillos derivados del plomo. Antes del período de mayor difusión del amarillo Nápoles, el amarillo más utilizado por los artistas europeos era un estañato de plomo cuyo uso se remonta a alrededor del siglo XIV. Actualmente se sabe que se usaron al menos cuatro tipos de amarillos de plomo: el amarillo Nápoles, el estañato de plomo tipo I, el estañato de plomo tipo II y unos óxidos de antimonio–estañato de plomo descubiertos recientemente.

## Amarillo Nápoles imitación
El amarillo Nápoles genuino se comercializó hasta el siglo XX, pero la denominación «amarillo Nápoles» se transfirió a sus imitaciones modernas. Los amarillos Nápoles de hoy día se obtienen mezclando otros pigmentos, como amarillo de cadmio, blanco de zinc y rojo veneciano.